# Srbice (district de Teplice)
Pour les articles homonymes, voir Srbice.
Srbice (en allemand : Serbitz) est une commune du district de Teplice, dans la région d'Ústí nad Labem, en République tchèque. Sa population s'élevait à 458 habitants en 2021.

## Géographie
Srbice se trouve à 4 km au nord-est du centre de Teplice, à 13 km au sud-ouest d'Ústí nad Labem et à 77 km au nord-ouest de Prague.
La commune est limitée par Krupka au nord, par Modlany à l'est et au sud, et par Teplice à l'ouest.

## Histoire
La première mention écrite du village date de 1542 : son nom rappelle les Sorabes, ancien peuple slave de la région.

## Transports
Par la route, Srbice se trouve à 4 km du centre de Teplice, à 15 km d'Ústí nad Labem et à 92 km de Prague.